# Шевич, Иван Егорович (старший)
Иван Георгиевич Шевич-старший (серб. Јован Шевић) — подполковник австрийской службы в Священной Римской империи и генерал-поручик русской службы; основатель Славяносербии.

## Биография
Иван (Йован) Шевич — внук серба Родослава Шевича, переселившегося в XVI века в Венгрию, и принадлежавшего к древней дворянской фамилии, пользовавшейся большой любовью и почётом на родине.
Первоначально Шевич находился на австрийской службе (пандуры), в составе Сербской милиции на Военной границе, дослужился до подполковника. Но затем, вследствие происков усилившейся при дворе Марии-Терезии националистической венгерской партии, всеми силами теснившей сербов, со множеством своих соотечественников покинул в 1750 году родину и поселился в России. Одновременно с ним выехал в Россию и Райко-Прерадович, родоначальник фамилии Депрерадовичей.
В 1752 году все новоприбывшие были приведены к присяге в Москве, а затем Именным указом Елизаветы Петровны от 21 октября 1753 года солдаты и офицеры команды Шевича конфирмовались для поступления на русскую службу. Им была отведена земля на Диком поле по правому берегу Северского Донца в бассейне реки Лугань, между реками Луганчик и Бахмут, получившая с тех пор название Славяносербии — в отличие от Новой Сербии, занимаемой командой Ивана Хорвата-Откуртича. По ходатайству Ивана Георгиевича был учреждён 1-й Сербский гусарский конный полк.
Укрепленный город (крепость) Бахмут был избран главной квартирой для вновь сформированных Шевичем и Прерадовичем полков. Принятый на службу подполковником, Иван Георгиевич Шевич произведен был в 1752 году в генерал-майоры, а в 1759 году назначен начальником Славяносербии, которая административно разделялась на роты, селения, шанцы (причём каждое селение, помимо обыкновенного названия, носило нумерованное название своей роты). Подобная же система была установлена и для Новой Сербии. Некоторые историки считают данную систему прототипом позднейших военных поселений, основанных Аракчеевым.
Автономия просуществовала недолго. Уже в 1762 году было начато следствие по припискам в Новой Сербии и Славяносербии. В декабре 1763 года была проведена проверка Следственной комиссией, которая установила, что из числящихся по спискам 4 264 жителей Славяносербии фактически оказалось в наличии только 1 264. В итоге при Екатерине Славяносербия вошла во вновь созданную Новороссийскую губернию. 
12 августа 1764 года Иван Георгиевич Шевич был отставлен от военной и гражданской службы, с производством в генерал-поручики и с сохранением содержания. Год смерти Ивана Георгиевича неизвестен.